# Torsten Sylvan
Torsten Sylvan   (Visby, 28 de gener de 1895 - Estocolm, 26 d'abril de 1970) va ser un militar i genet suec que va competir a començaments del segle xx.
El 1924 va prendre part en els Jocs Olímpics de París, on va disputar dues proves del programa d'hípica. Muntant el cavall Anita guanyà la medalla de plata en la prova del concurs complet per equips, mentre en la prova individual fou novè.